# Regionales Schutzgebiet Sistema de Lomas de Lima
Das Regionale Schutzgebiet Sistema de Lomas de Lima, span. Área de Conservación Regional Sistema de Lomas de Lima, befindet sich in der Region Lima im Großraum der Hauptstadt Lima. Das Schutzgebiet wurde am 7. Dezember 2019 eingerichtet. Die Regionalregierung von Lima ist die für das Schutzgebiet zuständige Behörde. Das Schutzgebiet besitzt eine Größe von 2,75 km². Es umfasst das namengebende Feuchtgebiet und wird in der IUCN-Kategorie VI als ein Schutzgebiet geführt, dessen Management der nachhaltigen Nutzung natürlicher Ökosysteme und Lebensräume dient. loma bedeutet „Hügel“ oder „kleinere Erhebung“.

## Lage
Das Schutzgebiet befindet sich in der Provinz Lima und verteilt sich auf fünf Areale, die in den Distrikten Ancón, Carabayllo, Independencia, Rímac, La Molina, San Juan de Lurigancho und Villa María del Triunfo liegen. 
Im Folgenden die fünf Teilgebiete:
- Lomas de Ancón () – das größte Areal mit einer Fläche von etwa 70 Prozent der Gesamtfläche befindet sich nordöstlich von Ancón
- Lomas de Carabayllo 1 () – liegt im Westen eines Höhenkamms im Norden von Lima
- Lomas de Carabayllo 2 () – liegt im Osten eines Höhenkamms im Norden von Lima
- Lomas de Amancaes () – liegt nördlich von Rímac nahe dem Stadtzentrum von Lima
- Lomas de Villa María () – befindet sich östlich von Villa María del Triunfo

## Bedeutung
Das Schutzgebiet dient der Erhaltung der Vegetation und des Lebensraums dieser Hügel, die aus der ansonsten ebenen und stark zersiedelten Küstenfläche herausragen.